# 콘도 레이나
콘도 레이나(일본어: 近藤 玲奈 こんどう れいな[*], 1999년 1월 28일 ~ )는 일본의 성우. 지바현 출신. 히라타 오피스 소속.